# Idiacanthus fasciola
Idiacanthus fasciola is een straalvinnige vissensoort uit de familie van Stomiidae. De wetenschappelijke naam van de soort is voor het eerst geldig gepubliceerd in 1877 door Peters.